# Maria Barbara Portugalska
Maria Barbara Portugalska, port. Maria Madalena Bárbara Xavier Leonor Teresa Antónia Josefa de Braganza (ur. 4 grudnia 1711, w Lisbonie, zm. 27 sierpnia 1758, w Madrycie) – infantka portugalska, królowa Hiszpanii.

## Rodzina
Maria Barbara była najstarszą córką króla Portugalii - Jana V Braganzy oraz jego żony Marii Anny Austriackiej. Jej rodzice przez trzy lata nie mogli doczekać się potomka. W końcu, pod koniec roku 1711 oczekiwany potomek przyszedł na świat - była to córka Maria Barbara. Przyszła królowa Hiszpanii, była oficjalną następczynią tronu dopóki, dwa lata po jej urodzeniu, królowa Maria Anna nie urodziła upragnionego syna - Piotra. Piotr umarł w wieku dwóch lat, ale przed jego śmiercią na świat przyszedł jego brat - Józef. Maria Barbara nie była już nigdy następczynią tronu.

## Małżeństwo
W roku 1729, kiedy Maria Barbara miała osiemnaście lat, wyszła za mąż za przyszłego króla Hiszpanii – Ferdynanda VI. Maria była dwa lata starsza od swojego męża. Jednocześnie, w tym samym roku, Józef - brat Marii Barbary, ożenił się z przyrodnią siostrą Ferdynanda - Marianną Wiktorią.
Mąż Marii Barbary był do niej bardzo przywiązany, oboje lubili muzykę.

## Śmierć
Maria Barbara przez większość życia cierpiała na ataki astmy i zmarła w hiszpańskim Aranjuez, w 1758 roku, w wieku 47 lat. Jej mąż zmarł bezdzietnie, kilka miesięcy później.